# Soman
Soman ou GD, é uma substância química extremamente tóxica pertencente à classe dos organofosfatos utilizada como arma química devido ao seu potencial como agente nervoso. Possui a capacidade de inibir a atividade das enzimas acetilcolinesterase e butirilcolinesterase, afetando diretamente o funcionamento do sistema nervoso de mamíferos pela alteração na transmissão de impulsos nervosos. Como agente nervoso, o Soman é classificado como arma de destruição em massa de acordo com a Resolução 687 da ONU.

## Características químicas
O Soman em sua forma pura e em CNTP se apresenta como um líquido incolor, corrosivo, volátil e com odor semelhante ao da naftalina. Comumente se apresenta com coloração levemente amarelada ou amarronzada e com forte odor de cânfora devido à presença de subprodutos contaminantes de sua síntese. 
Possui massa molar consideravelmente alta (182g/mol), o que faz com que seus vapores se concentrem em áreas mais baixas e em depressões no solo devido à diferença de densidade em relação ao ar. 

## História
O Soman foi descoberto no ano de 1944 na Alemanha por Richard Kuhn e Konrad Henkel durante pesquisas acerca da farmacologia do Tabun e Sarin. O Soman se provou ainda mais tóxico do que o tabun e do que o sarin. Apesar de que suas pesquisas foram comissionadas pelo Exército Alemão, o soman nunca chegou a ser adotado na Segunda Guerra Mundial.

## Sinais e sintomas
O soman possui efeitos no corpo humano muito semelhantes aos efeitos do tabun e sarin. Um dos primeiros sinais de envenenamento por soman é miose, comumente seguida de dores ou fadigas musculares intensas, vômito, arritmia cardíaca, taquicardia e falta de ar. Os sintomas tendem a se apresentarem aproximadamente 10 minutos após a exposição e podem durar por dias.
A LC50 (concentração letal mediana) de soman no ar é estimada em 70mg/m³

## Síntese
O soman é sintetizado industrialmente pela reação de álcool pinacolílico e difluoreto de metilfosfonilo, reação que origina o soman como produto principal e fluoreto de hidrogênio como subproduto, substância que reage com a água para a formação de ácido fluorídrico.

## Antídotos
- Atropina
- Pralidoxima